# Le Gros-Theil
Le Gros-Theil era una comuna francesa situada en el departamento de Eure, de la región de Normandía, que el 1 de enero de 2016 pasó a ser una comuna delegada de la comuna nueva de Le Bosc-du-Theil al fusionarse con la comuna de Saint-Nicolas-du-Bosc.

## Demografía
| Gráfica de evolución demográfica de Le Gros-Theil entre 1800 y 2013 |
|                                                                     |

Los datos demográficos contemplados en este gráfico de la comuna de Le Gros-Theil se han cogido de 1800 a 1999 de la página francesa EHESS/Cassini, y los demás datos de la página del INSEE.